# Християн Кировський
Християн Кировський (мак. Христијан Кировски, нар. 12 жовтня 1985, Скоп'є) — македонський футболіст, нападник клубу «Скоп'є».

## Ігрова кар'єра
Народився 12 жовтня 1985 року в місті Скоп'є. Вихованець футбольної школи клубу «Вардар». Дорослу футбольну кар'єру розпочав 2002 року в основній команді того ж клубу, в якій провів один сезон, взявши участь лише у 7 матчах чемпіонату.
У 2002 році перейшов в сербський ОФК. 11 серпня 2005 року Кировски дебютував у єврокубках у кваліфікації Кубка УЄФА у матчі проти болгарського «Локомотива» з Пловдива (2:1), в тому матчі забив гол.
На початку 2005 року перейшов на правах оренди до запорізького «Металурга», в чемпіонаті України дебютував 30 квітня 2005 року в матчі проти донецького «Шахтаря» (1:2). Всього відіграв 6 матчів за «Металург», після чого повернувся в ОФК.
В подальшому виступав за клуб «Македонія Г. П.» та кіпрський «Етнікос» (Ахна).
У січні 2007 року перейшов у російський клуб «Промінь-Енергія», виступав за клуб у передсезонних товариських матчах, але в заявку на сезон не потрапив. Після цього до кінця сезону знову виступав за «Вардар».
У червні 2007 року побував на перегляді в пермському «Амкарі», а в серпні перейшов у львівські «Карпати». 31 серпня 2007 року отримав травму на тренуванні. Через це за основну команду «Карпат» до кінця року так і не провів жодного матчу, зігрвавши лише у 6 іграх (1 гол) за дубль.
У лютому 2008 року побував на перегляді в полтавській «Ворсклі», після чого підписав контракт. Але через те, що він був задіяний по ходу одного чемпіонату в двох клубах, не міг грати за «Ворсклу».
Протягом 2008–2009 років захищав кольори клубу «Работнічкі».
В лютому 2009 року перейшов в румунський Васлуй» за 300 тисяч євро, але закріпитись в Лізі І не зумів і порвернувся на батьківщину, де грав за «Вардар» та «Скоп'є».
Протягом сезону 2011/12 грав ща кіпрський «Аполлон», після чого перейшов в ізраїльський «Хапоель Іроні Нір».
На початку 2013 року став гравцем грецького «Іракліса», за який грав до кінця сезону у другому дивізіоні. 
Влітку 2013 року перебрався до болгарського ЦСКА (Софія), підписавши дворічний контракт, але вже на початку нового року став гравцем польського ГКС (Белхатув).
В липні 2014 року повернувся на батьківщину, ставши гравцем місцевого клубу «Шкендія». Відтоді встиг відіграти за клуб з Тетова 42 матчі в національному чемпіонаті.
Згодом? протягом 2016—2017 років грав у Таїланді, після чого знову повернувся до Македонії, цього разу до клубу «Работнічкі».

## У збірній
Виступав за юнацькі збірні Македонії до 17 років і до 19 років.
У 2005-2007 роках грав за молодіжну збірну Македонії, у складі якої провів 7 матчів.
В кінці 2010 року провів два товариські матчі за національну збірну Македонії.
| Дата       | Місто    | Господарі | Результат | Гості              | Турнір           | Голи | Примітки |
| ---------- | -------- | --------- | --------- | ------------------ | ---------------- | ---- | -------- |
| 17-11-2010 | Корча    | Албанія   | 0 – 0     | Північна Македонія | товариський матч | -    | 61'      |
| 22-12-2010 | Гуанчжоу | КНР       | 1 – 0     | Північна Македонія | товариський матч | -    | 46'      |
| Усього     |          | Матчів    | 2         |                    | Голів            | 0    |          |

## Титули і досягнення
- Чемпіон Північної Македонії (1):

«Работнічкі»: 2007-08
- Володар Кубка Північної Македонії (3):

«Македонія Гьорче Петров»: 2005-06
«Вардар»: 2006-07
«Работнічкі»: 2007-08